# George Tuccaro
George Tuccaro, né le 12 mai 1950, est un homme politique canadien. De 2010 à 2016, il est le commissaire des Territoires du Nord-Ouest.

## Biographie
George Tuccaro est né le 12 mai 1950  dans le nord de l'Alberta. Membre de la Première nation crie Mikisew, Tuccaro a commencé sa carrière dans la radiodiffusion en 1971, lorsqu'il est devenu annonceur-exploitant à la radio CBC North à Yellowknife, dans les Territoires du Nord-Ouest. En 1979, Tuccaro a rejoint la fonction publique et est devenu agent des communications au ministère des Affaires indiennes et du Nord. Quittant ce poste en 1981, Tuccaro a repris le travail de radiodiffuseur en rejoignant à nouveau CBC North en tant que coordonnateur des programmes en langues autochtones. À ce poste, Tuccaro a travaillé à développer la promotion des langues autochtones dans la radiodiffusion, en plus de produire un documentaire radiophonique de renommée internationale sur le taux de suicide chez les adolescents dans le nord du Canada. Entre 1990 et 1991, Tuccaro a été coordonnateur du programme des industries culturelles et a créé une agence de réservation pour artistes de la scène du Nord des Territoires du Nord-Ouest. À partir de ce moment-là jusqu'en 2002, Tuccaro a animé Trail's End, une émission de CBC North Radio, et a servi de point d'ancrage à Northbeat, le premier programme télévisé quotidien d'actualités dans le Nord canadien.
En 2002, Tuccaro s'est retiré de la radiodiffusion publique pour créer sa propre société, GLT Communications, par laquelle il souhaitait organiser des événements majeurs sur le territoire. Tuccaro a reçu une médaille du jubilé d'or de la reine Elizabeth II et une médaille du 125e anniversaire de la Confédération du Canada. Le 12 mai 2010, Tuccaro a été nommé commissaire des Territoires du Nord-Ouest. Le 10 mai 2016, Tuccaro a pris sa retraite de son poste de commissaire.